# Lättläst-tjänsten
Lättläst-tjänsten arbetade med lättläst och begriplig information och var en del av stiftelsen Centrum för lättläst, som lades ned 2014. 